# Cocoon (Metalcore-Band)
Cocoon war eine deutsche Post-Hardcore-Band, deren Musiker aus Bonn, Köln und Koblenz kommen. Sie löste sich am 27. Mai 2013 auf.

## Geschichte
Die Band wurde 2006 von Jan Vergin (Gesang), Dejan "Dean" Stankovic (Gitarre), René von Schönebeck (Schlagzeug) und Leander "Le" Greitemann (Bass, Backgroundgesang) gegründet. Alle Musiker hatten bereits vorher in anderen Bands gespielt.
Im ersten Jahr nach der Gründung gab es etwa 30 regionale Auftritte und eine selbst finanzierte Deutschland-Tournee. Ihre erste EP Unleash Your Tomorrow erschien ebenfalls 2006 als Eigenproduktion. Diese EP war kurz nach der Veröffentlichung ausverkauft. Die Band spielte bereits als Vorgruppe von Maintain, Angelreich und Philae.
René von Schönebeck verließ Cocoon nach der ersten Tour, für ihn kam Markus Eichelhardt in die Band.
Im Jahr 2008 startete die Band erneut eine Tour durch die gesamte Bundesrepublik und spielte dabei ein Konzert in Österreich. Die Band unterzeichnete einen Vertrag mit dem britischen Label Rising Records (u. a. Bleed from Within, Sworn Amongst, Trigger the Bloodshed) und begann Ende 2008 mit den Aufnahmen des Debütalbums. Dieses erschien 2009 und wird weltweit zum Verkauf angeboten. Auch die EP Unleash Your Tomorrow wurde 2009 neu veröffentlicht. Das Label T-Recs Music unterstützte die Band bei den Aufnahmen.
Seit 2009 spielte Jan Ternes als weiterer Gitarrist bei Cocoon.
Im Oktober 2010 spielte die Band gemeinsam mit We Are Wolf, Six Reasons to Kill und We Butter the Bread with Butter in Bad Neuenahr-Ahrweiler.
Im April 2011 gab die Band bekannt, dass der Bassist Leander Greitemann und der Gitarrist Jan Ternes Cocoon aus privaten Gründen die Band verlassen hatten. Christian Tiefenau, ein langjähriger Freund der Band, nahm den Platz des scheidenden Greitemann ein. Der Posten an der Gitarre wurde mit Jonas Saal neu besetzt.
Im Dezember 2011 und Januar 2012 nahm die Gruppe vier neue Stücke in den Pitchback Studios in Köln auf. Das dazugehörige Musikvideo erschien im April 2012 im Internet und wurde im Mai 2012 auf CD veröffentlicht. Am 27. Mai 2013 gab die Gruppe ihre Auflösung bekannt. Nur wenige Wochen zuvor wurde bekannt, dass Sänger Jan Vergin als neuer Frontsänger bei His Statue Falls aktiv ist.

## Musikstil
Ihr Stil orientierte sich an einem eingängig-poppigen sowie metallisch geprägten Post-Hardcore, wie er von vielen Gruppen seit Anfang oder Mitte der 2000er Jahre mit einigem kommerziellen Erfolg gespielt wird. Einflüsse ließen sich darüber hinaus vor allem deutlich aus dem Bereich Metalcore und Alternative Rock feststellen.
Die Band beschrieb ihren Stil allerdings mit "Alternative-Emocore".

## Diskografie

### EPs
- 2006: Unleash Your Tomorrow. (Eigenproduktion, 2009 unter T-Recs Music neu veröffentlicht)
- 2012: The Itch

### Alben
- 2009: This Is Freedom. (Rising Records)